# Glenn Hughes
Glenn Hughes, född 21 augusti 1951 i Cannock, Staffordshire, England, är en brittisk basist och sångare. Han är mest känd för att ha spelat med Deep Purple som basist och sångare (med David Coverdale) 1973–1976 och som sångare (ej basist) i Black Sabbath 1985–1986. Innan dess återfanns han som sångare och basist i funkrockgruppen Trapeze 1969–1973. 
Under perioden i Deep Purple drev han bandet mot ett mer funkpåverkat sound. Deep Purples splittring 1976 berodde till stor del på Glenn Hughes och gitarristen Tommy Bolins stora drogberoende. Hughes spelade in skivor sporadiskt under 1980-talet, bland andra Seventh Star som sångare i Black Sabbath och Phenomena i projektet med samma namn, gjorde ett album med gitarristen Pat Thrall 1982 under namnet Hughes & Thrall men inte förrän runt 1990 tog karriären fart på nytt. Sedan dess har han gett ut ungefär ett soloalbum varje år och även inlett ett samarbete med Joe Lynn Turner i och med Hughes-Turner Project, förkortat HTP. På de flesta av hans soloalbum, och även de två studioskivorna med HTP medverkar den svenske gitarristen JJ Marsh, som även varit med och skrivit merparten av låtarna på de skivor som Hughes gav ut under perioden 1996-2006. Hughes har även släppt två album med gitarristen från Black Sabbath, Tony Iommi, samt en skiva med John Norum.
2006 släppte Hughes albumet Music for the Divine som är ett samarbete med bland andra Red Hot Chili Peppers-medlemmarna Chad Smith och John Frusciante.
I november 2009 i bildades Black Country Communion i Los Angeles. Gruppen består av Glenn Hughes (bas, sång) Jason Bonham (trummor)
Derek Sherinian (Keybord) Joe Bonamassa (gitarr, sång). Efter att Black Country Communion lades ner bildade Hughes tillsammans med Bonham det kortlivade bandet California Breed.

## Diskografi

### Trapeze
- Trapeze (1970)
- Medusa (1970)
- You Are The Music... We're Just The Band (1972)

### Deep Purple
- Burn (1974)
- Live in London (1974)
- Stormbringer (1974)
- Made in Europe (1975)
- Come Taste the Band (1975)
- Last Concert in Japan (1976)

### Phenomena
- Phenomena (1985)
- Phenomena II - Dream Runner (1987)
- Phenomena (IV) - Psycho Fantasy (2006)

### Black Sabbath
- Seventh Star (1986)

### Black Country Communion
- Black Country Communion (2010)
- 2 (2011)
- Afterglow (2013)

### Samarbeten (urval)
- Gary Moore – Run for Cover (1985)
- The KLF – America: What Time Is Love? (1991)
- John Norum – Face the Truth (1992)
- Tony Iommi – Eight Star (1998)
- Tony Iommi – Fused (2005)

### Soloalbum
Studioalbum
- Play Me Out (1977)
- L.A. Blues Authority Volume II: Glenn Hughes - Blues (1992)
- From Now On... (1994)
- Feel (1995)
- Addiction (1996)
- The Way It Is (1999)
- Return of Crystal Karma (2000)
- A Soulful Christmas (2000)
- Building the Machine (2001)
- Songs in The Key of Rock (2003)
- Soul Mover (2005)
- Music for the Divine (2006)
- First Underground Nuclear Kitchen (2008)
- Resonate (2016)

Livealbum
- Burning Japan Live (1994)
- Freak Flag Flyin' (2003)
- Soulfully Live in the City of Angels (2004)
- Live in Australia (2007)
- Live at Wolverhampton (2012)